# Remigração

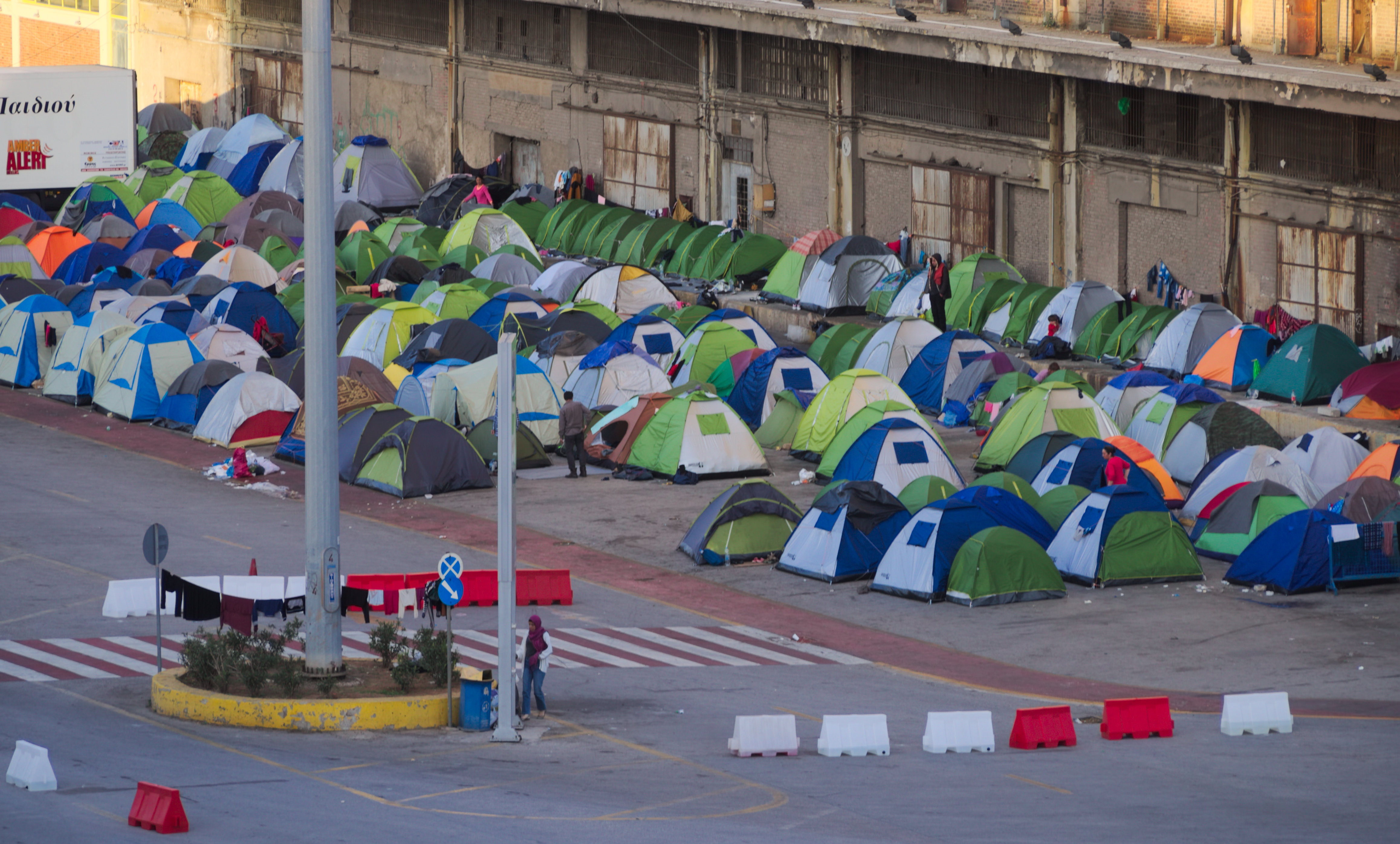
Imigrantes proveniente do mundo islâmico acampados no Pireo, Grécia, em 2016.

A remigração, ou re-imigração, é um conceito político, originariamente pensado, para o retorno forçado de imigrantes não brancos — ou não originalmente europeus —, que com frequência incluem a seus descendentes, de regresso a seu suposto lugar de origem racial sem importar o estado de cidadania, no que equivale a um tipo de limpeza étnica.
Os defensores da remigração promovem o conceito em busca da homogeneidade "etno-cultural" e o etnopluralismo, a fim de decifrar a natureza extrema de seus chamados à deportação forçada dos não brancos. Segundo Deutsche Welle, o etnopluralismo é um conceito de que diferentes etnias requeiram seus próprios espaços de vida segregados, cria uma necessidade fabricada para a remigração de pessoas com "raízes estrangeiras" desde uma perspectiva eurocentrista.
Apresentado pelos setores de extrema direita européia como um remédio para a crise migratória da chamada islamização de seu continente, a remigração é cada vez mais uma posição política integral do movimento identitário. As investigações do Instituto para o Diálogo Estratégico, realizadas em abril de 2019, mostraram um claro aumento nas conversas sobre a remigração no Twitter entre 2012 até 2019.
Na América Latina deu-se um caso similar, mas desde o espectro da extrema esquerda, pois o movimento etonocacerista em 2019 propôs como solução à crise migratória venezuelana no Peru devolver todo venezuelano a seu país de origem de maneira forçada por "não ser peruanos amerindios".

## Conceito

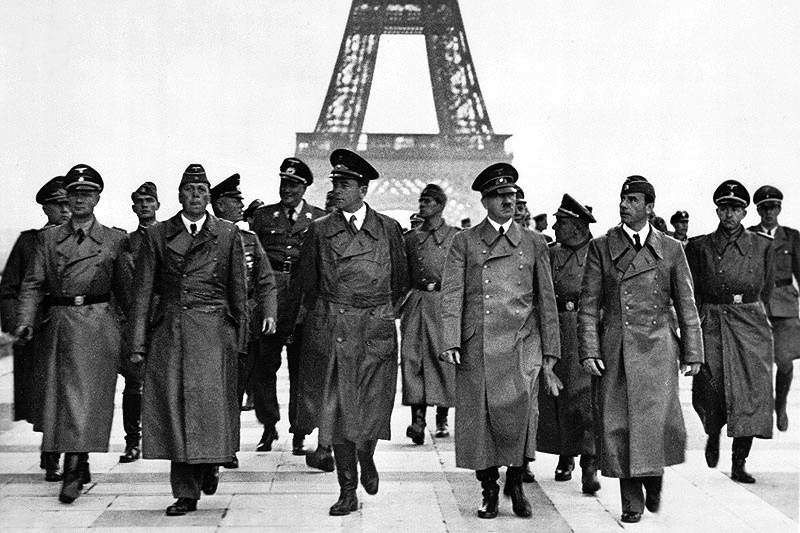
A resistência francesa considerava ocupante todo alemão, seja militar ou civil, e para o Governo da França Livre todos deviam voltar a Alemanha, por vontade própria ou de maneira forçada.

O termo foi registado pela primeira vez no idioma inglês nos escritos de Andrew Willet, um teólogo da Igreja de Inglaterra de princípios do século XVII.
No idioma alemão, a palavra implica o regresso do indivíduo a sua comunidade étnica, sem uma conexão necessária a um país de origem.
Setores da resistência francesa durante a Segunda Guerra Mundial invocaram o conceito de remigração na década de 1970, em referencia aos alemães da zona noroeste ocupada e o governo colaboracionista do general Philippe Pétain, encontrando um avanço eleitoral com o eslogan; "Quando chegarmos,eles irão" ("Quand nous arriverons, ils partiront"). Desde a década de 2010, o movimento identitário se fechou em formato de agitprop, ou uma "luta cultural" ("combat culturel"), para tentar impulsionar a reimigração para o centro do discurso político.
Os defensores da remigração utilizam com frequência os exemplos históricos da expulsão dos alemães depois da Segunda Guerra Mundial da Europa Central e Oriental assim como a expulsão dos Pieds-Noirs da Argélia em 1962, após a Guerra da Independência, como casos exitosos de remigração forçada e organizada, ainda que ambos os eventos dessem lugar a episódios de violência, incluindo centenas de milhares de mortos durante o êxodo alemão no final dos anos 40.

## Críticas
Michael Weiss e Julia Ebner, do Instituto para o Diálogo Estratégico , têm identificado o "conceito identitário de remigração" como efervescente desde 2014, e associaram-no com os crescentes apelos da extrema direita pela deportação em massa de europeus não brancos, no que descreveram como uma forma nova forma de apologia a favor da limpeza étnica.
Francis Combes descreveram a remigração como uma forma de demagogia que levaria à limpeza étnica. Argumentando, desde o exemplo francês, que países da Europa Ocidental tem tido uma herança genética mista desde os tempos dos povos galos, tem questionado a praticidade de expulsar os franceses de origem imigrante e o número de gerações que requereriam uma investigação em busca da pureza branca que vai além da crise migratória proveniente majoritariamente do mundo islâmico.

## Veja-se também
- Nacionalismo branco
- Supremacía branca
- Teoria da conspiração do genocídio branco